# Susan Powell
Susan Powell, OAM (Nova Gales do Sul, 30 de maio de 1967) é uma ciclista e medalhista australiana. Nos Jogos Paralímpicos de Londres 2012 ganhou uma medalha de ouro no feminino individual perseguição C4, estabelecendo um novo recorde mundial, obtendo uma medalha de prata no feminino contrarrelógio de Avaliação C4. Ela foi selecionada para a equipe da Austrália para os Jogos Paralímpicos de Rio 2016.

## Pessoal
Susan Jennifer Powell nasceu em 30 de maio de 1967, Austrália, em Nova Gales do Sul, na cidade de Nowra. Em 2007, ela teve uma lesão da medula espinhal devido a um acidente em um campo de hóquei, o que causou debilidade em sua perna direita.
Ela tem bacharelado em ciências aplicada, é mestre em ciência ambiental e um programa de PhD em Ciência Ambiental. Desde 2012, ela vive no Território da Capital Australiana, onde ela é investigadora na Universidade de Camberra, especializada em ecologia de rios e zonas húmidas e hidrologia.

## Ciclismo
Powell é uma ciclista classificada na categoria C4. Ela é membro do Vikings Cycling Club ACT, é treinada por Sian Mulholland e Glenn Doney.
Powell começou a andar de bicicleta para melhorar a sua aptidão no hóquei e golfe. Após sofrer um acidente no campo de hóquei, ela descobriu que poderia ainda participar de competições de ciclismo, então começou a praticar de maneira mais séria. Ela fez o Australiano da equipe nacional de estreia em 2009 no Para-cycling Road World Championships e, desde então, ganhou 6 campeonatos do mundo (3 de perseguição, 1 de estrada e 2 de estrada Time Trial - contrarrelógio). Tem sido chamada de "Campeão dos Campeões" quatro vezes consecutivas no Australian Paracycling Track Championships, bem como três vezes no feminino Para-cyclist of The Year. Nos Jogos Paralímpicos de Londres 2012, ganhou uma medalha de ouro no individual feminino de perseguição C4, estabelecendo um novo recorde mundial no processo; e uma medalha de prata no feminino de contrarrelógio de avaliação C4.

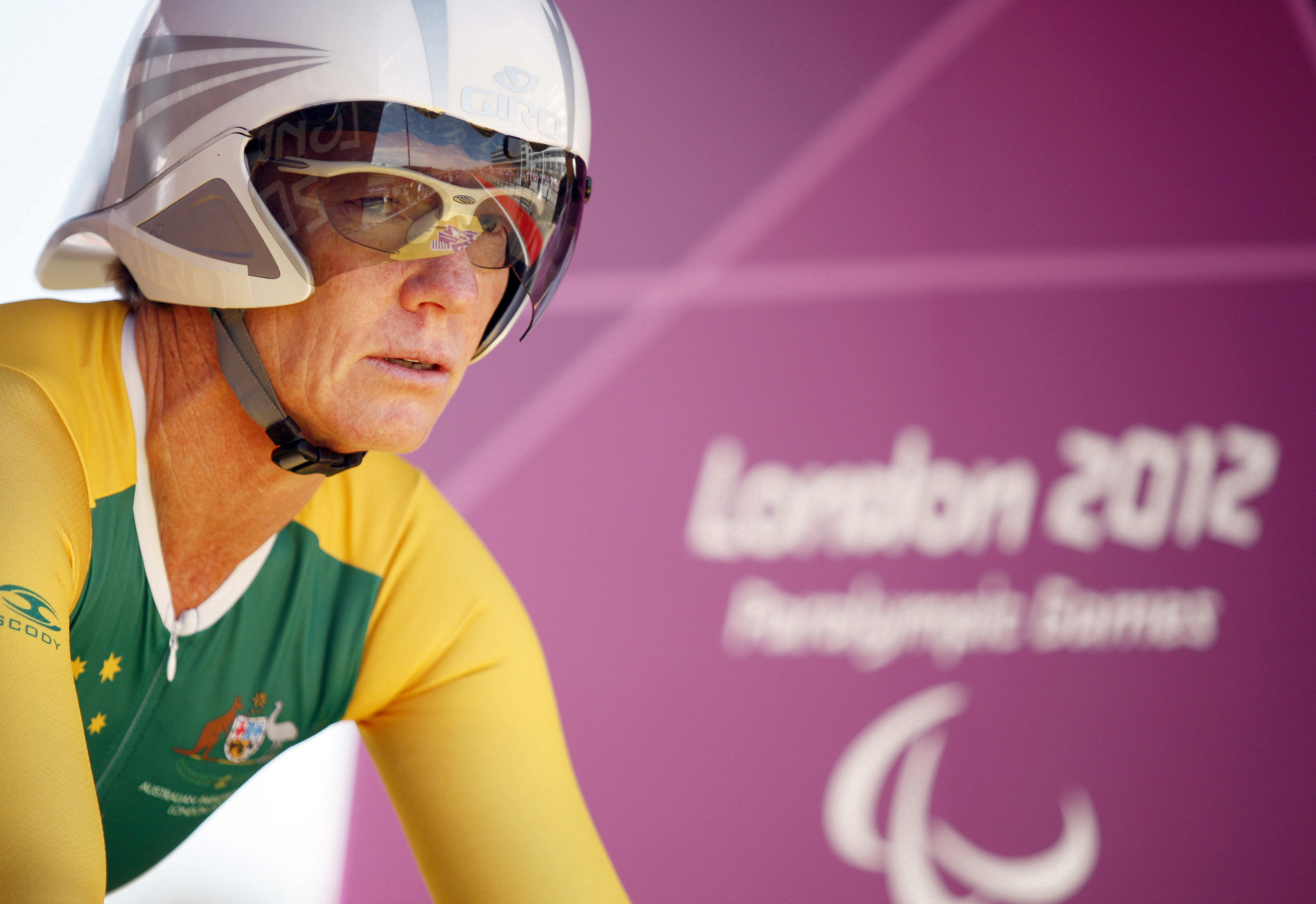
Powell nos Jogos Paralímpicos de Londres 2012

Ao competir em 2013 no Para-cycling Road World Championships, em Baie-Comeau no Canadá, ganhou duas medalhas de bronze no individual feminino de contrarrelógio de avaliação C4 e no individual feminino de estrada C4.
Em 2014, participou no UCI Para-cycling Track World Championships, em Aguascalientes (México), onde ganhou uma medalha de ouro no individual feminino nos 3 km de perseguição C4, uma medalha de bronze no feminino de contrarrelógio de avaliação C4 e terminou em quarto lugar no feminino de scratch estrada C1-C5. Ela competiu em 2014 no UCI Para-cycling Road World Championships em Greenville, Carolina do Sul (Estados Unidos), onde ganhou duas medalhas de prata no individual feminino de estrada C4 e uma medalha de bronze no individual feminino contrarrelógio de avaliação C4.
Powell repetiu o seu 2014 com resultados em 2015 no UCI Para-cycling Track World Championships em Appledoorn (Países Baixos), ganhando uma medalha de ouro no individual feminino nos 3 km de perseguição C4 e uma medalha de bronze no feminino de contrarrelógio de avaliação C4.
Em 2015, no UCI Para-cycling Road World Championships em Nottwil (Suíça), onde ela ganhou a medalha de prata no feminino de estrada C4 e terminou em quarto, no feminino de contra-relógio de estrada C4.

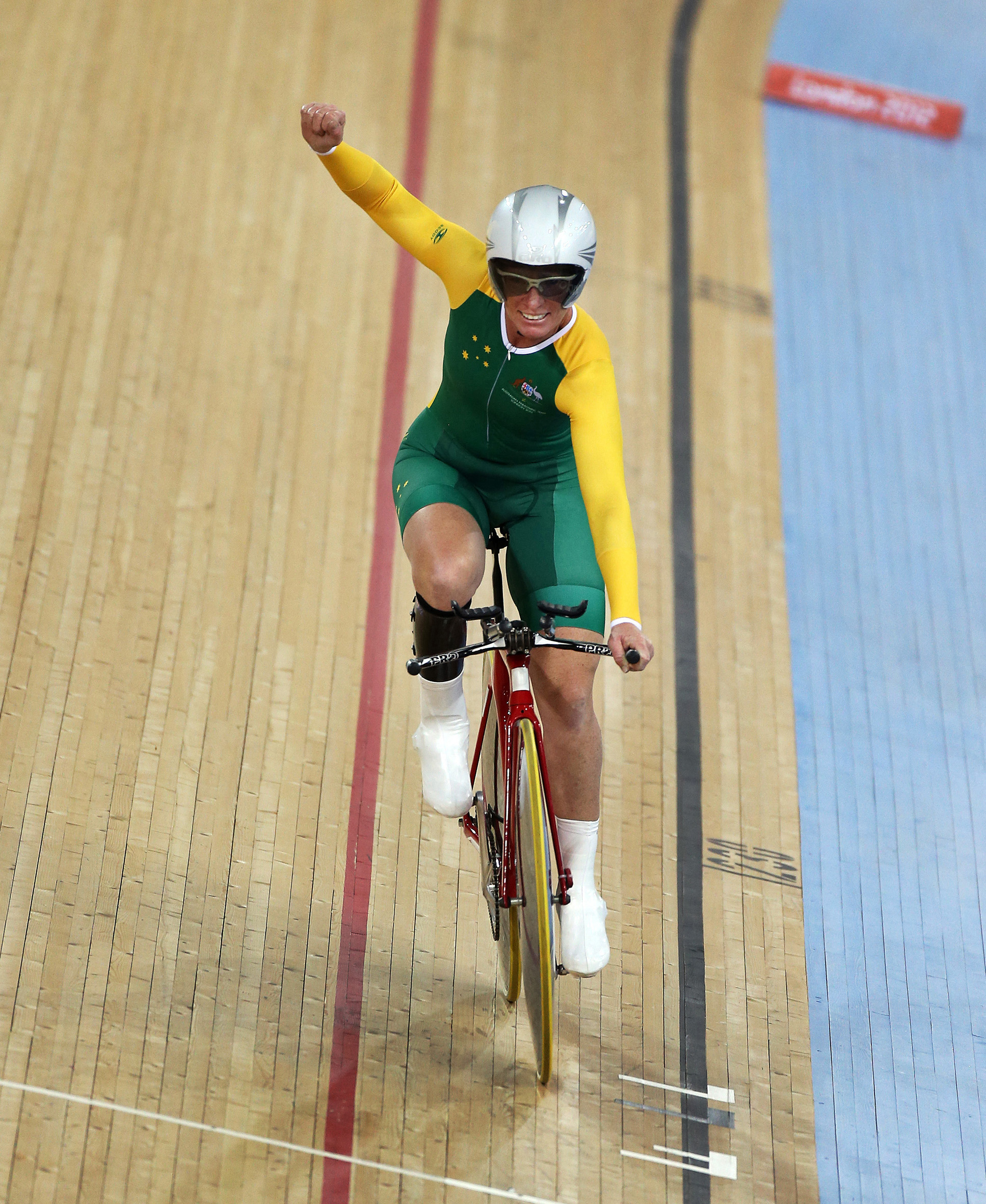
Powell em Londres 2012

Em 2016, no UCI Para-cycling Track World Championships em Montichiari (Itália), onde ela terminou em segundo lugar no individual feminino dos 3 km de perseguição C4. Powell quebrou o seu melhor tempo pessoal duas vezes na competição.
Desde 2011, ela teve uma beca de estúdio com a ACT Academy of Sport.

## Reconhecimento
Powell foi premiada com uma Medalha da Ordem da Austrália em 2014 por seu "serviço para o esporte como uma medalhista de ouro em Londres 2012 nos Jogos Paralímpicos."
Ela foi "Atleta Feminina do Ano" e "Estreia do Esporte do Ano" no Território da Capital nos anos de 2011, 2012 e 2014. Em 2014, ela foi a vencedora conjunta com a ciclista de BMX, Caroline Buchanan, e juntou-se a jogadora de basquetebol, Lauren Jackson, como a única tripla vencedora.
Ela foi "Mulher Paraciclista do Ano do Ciclismo" na Austrália nos anos de 2009, 2010 e 2011.